# Măieruș
Măieruș (en allemand: Nussbach, en hongrois: Magyarós) est une commune roumaine du județ de Brașov, dans la région historique de Transylvanie. Elle est composée des deux villages suivants :
- Arini
- Măieruș, siège de la commune

## Localisation
Măieruș est située  à la 31 km du centre-ville de Brașov, dans la région du Pays de la Bârsa (région historique de Transylvanie).

## Monuments et lieux touristiques
- Église évangélique du village de Măieruș (construite au XVe siècle), monument historique
- Église “Assomption de Marie” de Măieruș (construite au XVIIIe siècle), monument historique
- Réserve naturelle “Pădurea Bogății” (aire protégée avec une superficie de 6 329 ha)